# Supai (Arizona)
Supai es un lugar designado por el censo ubicado en el condado de Coconino en el estado estadounidense de Arizona. En el Censo de 2010 tenía una población de 208 habitantes y una densidad poblacional de 46,42 personas por km².

## Geografía
Supai se encuentra ubicado en las coordenadas 36°13′48″N 112°41′33″O / 36.23000, -112.69250. Según la Oficina del Censo de los Estados Unidos, Supai tiene una superficie total de 4.48 km², de la cual 4.48 km² corresponden a tierra firme y (0%) 0 km² es agua.

## Demografía
Según el censo de 2010, había 208 personas residiendo en Supai. La densidad de población era de 46,42 hab./km². De los 208 habitantes, Supai estaba compuesto por el 0.48% blancos, el 0% eran afroamericanos, el 96.63% eran amerindios, el 0% eran asiáticos, el 0% eran isleños del Pacífico, el 0.48% eran de otras razas y el 2.4% pertenecían a dos o más razas. Del total de la población el 4.33% eran hispanos o latinos de cualquier raza.